# Западнопомеранский диалект
Западнопомера́нский диале́кт (нем. Westpommersch, также называется переднепомера́нским, Vorpommersch) — диалект мекленбургско-переднепомеранской группы нижненемецкого языка. Как и другие диалекты восточнонижненемецкого пространства, западнопомеранский подвергся влиянию славянизмов, поэтому его произношение более жёсткое. На западе диалект переходит в мекленбургский, причём границы перехода расплывчаты и не определены. Южнее западнопомеранский смешивается с маркско-бранденбургским диалектом.
Лексика западнопомеранского диалекта описана в Померанском словаре.